# Colpochila accepta
Colpochila accepta är en skalbaggsart som beskrevs av Blackburn 1906. Colpochila accepta ingår i släktet Colpochila och familjen Melolonthidae. Inga underarter finns listade i Catalogue of Life.